# Дедеркальська волость
Дедеркальська волость — історична адміністративно-територіальна одиниця Кременецького повіту Волинської губернії Російської імперії. Волосний центр — село Великі Дедеркали.

## Склад
Станом на 1885 рік складалася з 13 поселень об'єднаних у 15 сільських громад. Населення — 6653 осіб (3307 чоловічої статі та 3346 — жіночої), 729 дворових господарств.

### Основні поселення волості
- Великі Дедеркали — колишнє власницьке село за 35 верст від повітового міста; волосне правління; 234 особи, 38 дворів, православна церква, костел, школа, постоялий будинок.
- Биківці — колишнє власницьке село, 461 особа, 60 дворів, православна церква, постоялий будинок, водяний млин.
- Великі Загайці — колишнє власницьке село, 1233 особи, 142 двори, православна церква, 2 постоялих будинки, 4 водяних млини, бурякоцукровий завод.
- Вовківці — колишнє власницьке село, 233 особи, 35 дворів, православна церква, постоялий будинок.
- Волоське — колишнє власницьке село, 251 особа, 31 двір, православна церква, католицька каплиця, 2 постоялих будинки.
- Ліски — колишнє власницьке село, 302 особи, 35 дворів, православна церква, постоялий будинок.
- Малі Дедеркали — колишнє власницьке село, 411 осіб, 59 дворів, православна церква, постоялий будинок.
- Малі Загайці — колишнє державне село, 316 осіб, 39 дворів, монастир во ім'я Іоана Милостивого, постоялий будинок, водяний млин.
- Мізюринці — колишнє державне та власницьке село, 342 особи, 51 двір, православна церква, постоялий будинок.
- Потуторів — колишнє власницьке село, 521 особа, 58 дворів, православна церква, постоялий будинок, водяний млин.
- Радошівка (Радишівка) — колишнє власницьке село, 386 осіб, 50 дворів, православна церква, постоялий будинок, паровий та водяний млини, винокурний завод.
- Садки — колишнє власницьке село, 506 осіб, 50 дворів, православна церква, 2 постоялих будинки, водяний млин.
- Шкроботівка — колишнє власницьке село, 336 осіб, 36 дворів, православна церква, постоялий будинок.

## Історія
Волость існувала з XIX століття по 1920 рік у складі Кременецького повіту Волинської губернії. 18 березня 1921 року Західна Волинь відійшла до складу Польщі. Волость продовжувала існувати як ґміна Дедеркали Кременецького повіту Волинського воєводства в колишніх межах (за винятком сіл Волоське та Ліски, що залишилися у радянської частини України та відійшли до складу Старокостянтинівського повіту). В 1921 р. складалася з 27 населених пунктів, налічувала 9 223 жителі (8 465 православних, 665 римо-католиків, 20 баптистів, 1 греко-католик і 72 юдеї).
1 жовтня 1933 року до ґміни включені:
- з ліквідованої сільської ґміни Боркі села Бірки, Новий Став і Шумбар;
- з ліквідованої сільської ґміни Борсукі села Татаринці, Якимівці і Гриньківці;
- з сільської ґміни Ланівці села Загірці і Михайлівка.[3]

На 1936 рік гміна складалася з 20 громад:
1. Бірки — село: Бірки та хутори: Дубина і Варшавка;
2. Биківці — село: Биківці та хутори: Германка і Михайлівка;
3. Дедеркали Малі — село: Дедеркали Малі та хутір: Тури;
4. Дедеркали Великі — село: Дедеркали Великі та фільварок: Обори;
5. Гриньківці — село: Гриньківці;
6. Якимівці — село: Якимівці;
7. Михайлівка — село: Михайлівка та хутір: Медведівка;
8. Мізюринці — село: Мізюринці;
9. Новостав — село: Новий Став;
10. Попотурів — село: Попотурів;
11. Радошівка — село: Радошівка;
12. Садки — село: Садки та хутори: Березина, Гори і Томашівщина;
13. Шкроботівка — села: Шкроботівка і Боричів;
14. Шумбар — село: Шумбар та селище: Попівці;
15. Сенкевичі — село: Сенкевичі;
16. Татаринці — село: Татаринці;
17. Вовківці — село: Вовківці та хутір: Могила;
18. Загайці Малі — село: Загайці Малі;
19. Загайці Великі — село: Загайці Великі;
20. Загірці — село: Загірці.

Після радянської анексії західноукраїнських земель ґміна ліквідована у зв'язку з утворенням Катербурзького району (з жовтня 1940 — Великодедеркальський).